# Peneboei
Peneboei was een vroeg-dynastieke koningin uit de 1e dynastie van Egypte. Zij leefde aan de zijde van koning (farao) Djer aan het hof van Memphis.
De vorige Egyptische koningin was mogelijk Nachtneith, of Herneith en eventueel Chenethapi. Als opvolgster geldt eventueel Seshemetka, die zoals de voorgaanden eveneens gemalin van Djer zou zijn geweest.

## Titels
Peneboei droeg de koninginnentitels:
- ‘‘Grote vrouwe van de hetes-scepter’‘ (wrt-hetes)